# Салдадзе, Людмила Григорьевна
Людмила Григорьевна Салдадзе (1 марта 1940, п. Ола — 31 августа 2023, с. Бурашево) — режиссёр-документалист и писатель-биограф, лауреат Государственной премии СССР. Заслуженный деятель искусств РСФСР.

## Биография
Родилась в 1940 году в посёлке Ола около Магадана (точнее — родилась по дороге в Магадан), где служил её отец — юрист Григорий Трифонович Салдадзе, родом из грузинского Самтредиа, мать, Анна Шмелева, родилась под Рязанью, С шести лет жила в Москве.
В 1971 году окончила режиссёрский факультет ВГИКа и попала в (мастерская Сергея Герасимова).
На последних курсах вуза она выпустила короткометражку «Алексеич» о учителе сельской школы, в которой главную роль играл Станислав Бородокин и дебютантка Ирина Алфёрова.
Однако, в дальнейшем работала в документальным кино, снимая в Средней Азии: фильмы «Роди мне три сына» и «Ритмы Узбекистана». Картина «Мой дом» снята в 1971 году в Таджикистане. Этот фильм награждён премией на Всесоюзном кинофестивале (1973) и представлял СССР на фестивале в Швейцарии. За документальный фильм «Сердце в подарок» награждена дипломом жюри Всесоюзного фестиваля телефильмов (1975). В этом же году она представила фильм «Зульфия».
За свое творчество удостоена Государственной премии СССР и звания Заслуженного деятеля искусств РСФСР.
Параллельно со съемками документального кино, Людмила Григорьевна занималась драматургией, журналистикой и писала философско-исторические статьи.
Во время работы в Средней Азии она увлеклась биографией персидского врача, ученого и философа Ибн Сины (Авиценны), изучала документы, легенды и древние рукописи, и написала о нём две книги: в 1977 году, в журнале «Звезда Востока» впервые был опубликован роман «Созвездие Ориона. Авиценна». В 1980 году это произведение было издано в Москве. В 1978 году вышла вторая книга.
Последние годы жизни режиссёр-документалист посвятила изучению обстоятельств гибели своего дедушки по матери — Ивана Николаевича Шмелёва, погибшего подо Ржевом во время Великой Отечественной войны. Людмила Григорьевна изучала архивы, посещая местные музеи и места боевой славы поблизости, по крупицам воссоздавая семейную историю.
Умерла в 2023 году в селе Бурашево.

## Личная жизнь
Во время учёбы во ВГИКе познакомилась с будущим супругом — актёром Владимиром Протасенко.
Дочь — певица Анастасия (1965 г. р.).

## Фильмография
- 1968 «Роди мне 3 сына», игр., к/м, автор сценария, режиссёр-постановщик
- 1969 «Ритмы Узбекистана», док., автор сценария и режиссёр
- 1970 «Алексеич», док., автор сценария и режиссёр
- 1971 «Мой дом», док., автор сценария и режиссёр
- 1974 «Сердце в подарок», док., автор сценария и режиссёр
- 1975 «Зульфия», док., автор сценария и режиссёр